# Zelarino
Zelarino è una località del comune di Venezia situata nella terraferma (municipalità di Chirignago-Zelarino): rappresenta l'estremità nord-occidentale della conurbazione di Mestre. Dista dal centro storico di Venezia 17 km e da quello di Mestre 3,5 km.
L'abitato si sviluppa lungo la via castellana (SR 245) il cui tracciato è più o meno parallelo al corso del Marzenego, principale fiume della zona.
Il paese è anche noto in quanto vi sorge l'ospedale dell'Angelo che, da metà 2008, ha sostituito l'"Umberto I" che era situato nel centro di Mestre. Di conseguenza è stata modificata e potenziata la viabilità della frazione, in quanto le arterie di comunicazione devono supportare un diverso e maggiore traffico stradale da e per tale complesso, flusso che in parte attraversa il territorio nelle direttrici verso Martellago e Scorzè, oltre a quelle verso Mestre.

## Storia
Le origini di Zelarino sono assai antiche. Il toponimo Cilarino viene citato per la prima volta in un documento del 1006 e poi ancora nel XII sec. Secondo Carlo Pezzagna, parroco del paese nell'Ottocento, il toponimo deriverebbe dalla parola rin, variante di rio, cioè "corso d'acqua", corrotto poi in dal rin quindi "località vicino al fiume" (forse il Marzenego); o, ancora, dal germanico zeld o zohl cioè legno, quindi riferibile ad un antico bosco. Secondo l'Olivieri deriva da cella termine indicante un'unità territoriale o una cappella o un deposito.
Nel 1331 Giovanni di Lussemburgo re di Boemia, figlio di Enrico VII di Lussemburgo, investì Nicolò Foscari "conte di Zelarino". Il suo feudo si estendeva su 400 campi della località oggi denominata, appunto, Contea e il titolo si conservò sino al Settecento. In passato, il suo territorio fu suddiviso nei colmelli di Zelarino, Zelo (dal latino agellus "campicello"), Selvanese e Gatta (dal veneto gatólo "canale di scolo").
Durante il periodo veneziano Zelarino diventa un ambito luogo di villeggiatura per i patrizi (testimonianza di ciò sono le numerose ville venete). Dopo la caduta della Serenissima, con le occupazioni napoleonica prima e austriaca poi, la località diviene comune autonomo all'interno del distretto di Mestre e tale sarà fino al 1926 anno in cui Zelarino verrà assorbito nel grande comune di Venezia voluto da Mussolini (R.D. 15 luglio 1926, n. 1317, in G.U. n. 183 del 9 agosto 1926). Contemporaneamente, anche la parrocchia di San Vigilio passa dalla Diocesi di Treviso al Patriarcato di Venezia. All'ultimo sindaco, Ottaviano Ried, nel 1975 è stata intitolata una via.

### Simboli
Lo stemma usato dal comune, concesso con regio decreto del 29 giugno 1902 e regie lettere patenti del 9 settembre 1902, ha la seguente blasonatura:

## Monumenti e luoghi d'interesse

### Parrocchiale di Zelarino
La parrocchiale, di cui si hanno notizie certe a partire dal XII secolo, è dedicata all'Immacolata e a San Vigilio. Il culto di questo santo, tipicamente venerato in Alto Adige, è probabilmente legato alla presenza dei frati Alemanni o ai Cavalieri Teutonici che si servivano della Castellana per raggiungere il porto di Venezia. Tra l'altro nel XIV secolo questi costruirono un ospizio per pellegrini proprio a Zelarino. Fu ampliata e rimaneggiata nel 1746 e nel 1851. Danneggiata dal terremoto del Friuli del 1976, che pure qui ha fatto alcuni danni, nel 1980 ha subito un radicale restauro completato dalla costruzione di una nuova ala polivalente. Conserva, al suo interno, un pregevole organo del Nacchini (1786) restaurato da Bazzani nel XIX secolo e nell'anno 2000.
Il campanile, rialzato nel 1851, è stato recentemente ristrutturato, internamente ed esternamente.
Dalla parrocchiale dipendono i due oratori di San Pietro (presso il centro pastorale) e di Sant'Anna (in località Paccagnella), entrambi chiusi al culto.

### Parrocchiale del Tarù
La parrocchia di Santa Lucia vergine e martire è stata istituita nel 1969 dal patriarca Giovanni Urbani, scorporando il territorio delle località Tarù e Gatta rispettivamente dalle parrocchie di Trivignano e Zelarino. Contestualmente è iniziata la costruzione della chiesa su un terreno donato dalla famiglia Velluti.
Disegnata da Giorgio Zennaro, è un edificio ad aula poligonale, dagli interni ben illuminati grazie alle alte vetrate perimetrali. Degna di nota la copertura a stella con spicchi accostati.
Dalla parrocchia dipende l'oratorio di villa Fortuni a Marocco, dedicato all'Annunziata.

### Chiesa rumeno-ortodossa
È stata ultimata da poco una chiesa per il culto ortodosso romeno, è situata poco distante dalla chiesa intitolata a Maria Immacolata e a San Virgilio di Zelarino in una porzione di terreno ceduta dal Comune di Venezia in formula di comodato.

### Architetture civili
Interessanti i mulini Fabris e Ronchin, posti lungo il corso del Marzenego.
Anche se in misura minore a quanto avvenuto sul Terraglio, lungo via Castellana, principale via di comunicazione del paese, sorgono numerose ville venete: è il caso di villa Lin-Tagliacozzo (da ricordare l'oratorio ottocentesco) e villa Biasiotto-Parolari-Mar (fine XVIII secolo). Altri edifici del genere sono villa Zino-Visinoni (XVIII secolo), villa Barbarich-Pezzana-Fraccaro (con affreschi attribuiti al Pozzoserrato) e villa Sardi (appartenuta all'architetto Giuseppe Sardi).

### Mulini di Zelarino
I mulini sono un'antica testimonianza della vita rurale che si svolgeva in terraferma prima dell'industrializzazione. Situati per lo più nella zona dei fiumi Dese e Marzenego si trovano spesso in cattive condizioni a causa dell'abbandono. In questa zona, si trovano ben sei mulini, il grande proliferare di queste strutture era dovuto alle condizioni ambientali favorevoli e dalla facilità di comunicazione con comuni come Mestre e Spinea. I mulini fungevano anche da luogo di aggregazione oltre che fornire il servizio di macinazione delle granaglie. I mugnai si collocavano, grazie alla loro attività, in un intermezzo sociale tra i borghesi e il popolo, avevano un buon livello economico per via del loro importante lavoro ma rimanevano sempre accomunati alla categoria di gente con la quale interagivano, i contadini.
- Mulino Ronchin, situato sul Marzenego è stato chiuso nel 1966. Al suo interno aveva due ruote adibite alla macinazione. Dopo la sua chiusura il laghetto ai suoi piedi era diventato anche luogo di ritrovo e di balneazione. Attualmente ha il ruolo di magazzino.
- Mulino Fabris, situato negli ex-possedimenti dei Conti Foscari è uno dei mulini più longevi, è infatti rimasto aperto fino a pochi anni fa. Questo mulino era l'unico ad avere un marchio per la commercializzazione della propria farina. Al suo interno si possono vedere anche due setacciatori provenienti dal Molino Stucky.
- Mulino Gaggian, costruito sul Marzenego. Fino al 1957 si avvaleva della forza motrice di una vecchia centrale idroelettrica costruita fra le due guerre per dare elettricità ai tram di Mestre, e poi abbandonata. Nel 1957 il mulino che si trovava sulla sinistra del fiume, è stato collocato in un nuovo edificio sulla riva destra e completamente elettrificato. La produzione è durata fino al 1972.

## Società

### Evoluzione demografica
La seguente tabella riporta l'evoluzione demografica del comune di Zelarino (comprendente anche la frazione di Trivignano) sino alla sua soppressione nel 1926.
Abitanti censiti

## Cultura

### Eventi
- gennaio: Piroea Paroea (Epifania);
- febbraio: Carnevale dei ragazzi (sfilata dei Carri Allegorici il martedì grasso);
- giugno: Sagra di San Vigilio;
- ottobre: Castagnata.